# Liste der denkmalgeschützten Objekte in Aspang-Markt
Die Liste der denkmalgeschützten Objekte in Aspang-Markt enthält die 19 denkmalgeschützten, unbeweglichen Objekte der Gemeinde Aspang-Markt im niederösterreichischen Bezirk Neunkirchen.

## Denkmäler
| Foto |                 | Denkmal                                                                                       | Standort                                           | Beschreibung | Metadaten |
| ---- | --------------- | --------------------------------------------------------------------------------------------- | -------------------------------------------------- | --- | --- |
| ja   | Datei hochladen | Aufnahmsgebäude Ausschlag-Zöbern HERIS-ID: 58141 Objekt-ID: 68661                             | Ausschlag Zöbern 1 Standort KG: Aspang             | 1910 in späthistoristischen Formen als Teil der Wechselbahn, Haltepunkt Ausschlag-Zöbern. | BDA-Hist.: Q106821851 Status: Bescheid Stand der BDA-Liste: 2025-06-30 Name: Aufnahmsgebäude Ausschlag-Zöbern GstNr.: .243 Bahnhof Ausschlag-Zöbern                |
| ja   | Datei hochladen | Knappenkreuz HERIS-ID: 79854 Objekt-ID: 93556                                                 | vor Hammergasse 2 Standort KG: Aspang              | Bildstock mit Pyramidenhelm auf quadratischem Fuß, eventuell spätgotischer Tabernakelaufsatz, bezeichnet 1450(90), Relief hll. Barbara und Christophorus, bezeichnet Franz Barwig von 1974. | BDA-Hist.: Q38172156 Status: § 2a Stand der BDA-Liste: 2025-06-30 Name: Knappenkreuz GstNr.: 527/3 Knappenkreuz Aspang-Markt                                       |
| ja   | Datei hochladen | Wetterhäuschen HERIS-ID: 79832 Objekt-ID: 93533                                               | vor Hauptplatz 2 Standort KG: Aspang               | | BDA-Hist.: Q38172114 Status: § 2a Stand der BDA-Liste: 2025-06-30 Name: Wetterhäuschen GstNr.: 516/20 Wetterhäuschen am Hauptplatz, Aspang-Markt                   |
| ja   | Datei hochladen | Brunnen HERIS-ID: 79833 Objekt-ID: 93534                                                      | gegenüber Hauptplatz 2 Standort KG: Aspang         | Der Brunnen wurde im Jahr 1898 errichtet. Die Wasserleitung hatte die Bezeichnung Kaiser Franz-Joseph-Jubiläums-Wasserleitung (50-jähriges Regierungsjubiläum). Im Frühjahr 2013 wurde im Zuge der Neugestaltung des Hauptplatzes auch der Brunnen renoviert. | BDA-Hist.: Q38172123 Status: § 2a Stand der BDA-Liste: 2025-06-30 Name: Brunnen GstNr.: 516/20 Brunnen am Hauptplatz, Aspang-Markt                                 |
| ja   | Datei hochladen | Wohn- und Geschäftshaus HERIS-ID: 33599 Objekt-ID: 31239                                      | Hauptplatz 4 Standort KG: Aspang                   | ehemaliges Gewerbehaus, Gebäude aus dem 16. Jahrhundert mit frühhistoristischer Fassade aus dem späten 19. Jahrhundert | BDA-Hist.: Q37952922 Status: § 57-Mandatsbescheid Stand der BDA-Liste: 2025-06-30 Name: Wohn- und Geschäftshaus GstNr.: .103                                       |
| ja   | Datei hochladen | Bürgerhaus HERIS-ID: 33600 Objekt-ID: 31240                                                   | Hauptplatz 11 Standort KG: Aspang                  | zweigeschoßiges Haus, im Kern aus dem 16./17. Jahrhundert, Fassade putzfeldgegliedert in Formen der 2. Hälfte des 18. Jahrhunderts | BDA-Hist.: Q37952933 Status: Bescheid Stand der BDA-Liste: 2025-06-30 Name: Bürgerhaus GstNr.: .78                                                                 |
| ja   | Datei hochladen | Gemeindeamt HERIS-ID: 49472 Objekt-ID: 53206                                                  | Hauptplatz 12 Standort KG: Aspang                  | im Kern aus dem 17./18. Jahrhundert, putzfeldgegliederte Fassade mit Erdgeschoßrustika, Inneres großteils umgebaut | BDA-Hist.: Q38034048 Status: § 2a Stand der BDA-Liste: 2025-06-30 Name: Gemeindeamt GstNr.: .76                                                                    |
| ja   | Datei hochladen | Bürgerhaus HERIS-ID: 79830 Objekt-ID: 93529                                                   | Hauptplatz 13 Standort KG: Aspang                  | Bau aus dem 18. Jahrhundert über L-förmigem Grundriss mit vierachsiger Platzfront, Putzfeldgliederung mit Pilastern über Erdgeschoßbänderung und kräftigem Kranzgesims, über dem Korbbogentor Stuckkartusche bezeichnet 1773, ehemalige Bezirksgericht | BDA-Hist.: Q38172106 Status: § 2a Stand der BDA-Liste: 2025-06-30 Name: Bürgerhaus GstNr.: .76                                                                     |
| ja   | Datei hochladen | Figurenbildstock hl. Johannes Nepomuk HERIS-ID: 79846 Objekt-ID: 93547                        | Kirchenplatz Standort KG: Aspang                   | Sie wurde ursprünglich in der Zöbernstraße 1 aufgestellt. Am Hauptplatz wurde sie laut Inschrift am Sockel 1727 aufgestellt. Im Schlossgarten wurde sie 1899 errichtet. | BDA-Hist.: Q38172137 Status: § 2a Stand der BDA-Liste: 2025-06-30 Name: Figurenbildstock hl. Johannes Nepomuk GstNr.: 103/3                                        |
| ja   | Datei hochladen | Bürgerhaus, ehem. Stiefelmacherhaus HERIS-ID: 33601 Objekt-ID: 31241                          | Kirchenplatz 3 Standort KG: Aspang                 | Das zwei- bis dreigeschoßige Doppelhaus stammt aus dem 17. Jahrhundert. Die Fassade ist geprägt durch (erneuerte) Dreiecks-Blendgiebel vor den Satteldächern sowie Fensterrahmungen mit Sgraffitodekor (bezeichnet 1609). Im großteils umgebauten Inneren gibt es Reste von Tonnengewölben mit Stichkappen sowie eine Tramdecke aus 1725.                                   | BDA-Hist.: Q37952943 Status: Bescheid Stand der BDA-Liste: 2025-06-30 Name: Bürgerhaus, ehem. Stiefelmacherhaus GstNr.: 123                                        |
| ja   | Datei hochladen | Bürgerhaus HERIS-ID: 49471 Objekt-ID: 53205seit 2013                                          | Kirchenplatz 5 Standort KG: Aspang                 | zweigeschoßiges freistehendes Haus mit Walmdach und Kordongesims, 19. Jahrhundert | BDA-Hist.: Q38034039 Status: Bescheid Stand der BDA-Liste: 2025-06-30 Name: Bürgerhaus GstNr.: .68                                                                 |
| ja   | Datei hochladen | Pfarrhof HERIS-ID: 79850 Objekt-ID: 93552                                                     | Kirchenplatz 6 Standort KG: Aspang                 | zweigeschoßiger Bau mit Kordongesims aus dem 19. Jahrhundert, verändert | BDA-Hist.: Q38172150 Status: § 2a Stand der BDA-Liste: 2025-06-30 Name: Pfarrhof GstNr.: .73                                                                       |
| ja   | Datei hochladen | Schloss Aspang HERIS-ID: 33602 Objekt-ID: 31242                                               | Kirchenplatz 9 Standort KG: Aspang                 | Als Burganlage im 12. Jahrhundert erbaut, 1555 durch Pantaleon von Königsberg umgebaut, im 19. Jahrhundert wurde der Burggraben zugeschüttet und ein Park angelegt. Das Schloss ist heute in Privatbesitz. | BDA-Hist.: Q37952952 Status: Bescheid Stand der BDA-Liste: 2025-06-30 Name: Schloss Aspang GstNr.: .71 Schloss Aspang                                              |
| ja   | Datei hochladen | Kath. Pfarrkirche hl. Florian und Friedhof HERIS-ID: 49474 Objekt-ID: 53208                   | neben Kirchenplatz 6 Standort KG: Aspang           | Die ursprüngliche Burgkirche ist eine spätgotische Hallenkirche. Der Friedhof liegt auf der Ostseite der Kirche. Urkundlich wurde die Kirche 1503 als Florianikapelle erwähnt. Im Jahr 1590 wurde sie eine evangelische Pfarrkirche gewandelt. Seit wann sie wieder katholisch ist, ist nicht bekannt. Seit 1951 ist sie die katholische Pfarrkirche der Pfarre Oberaspang. | BDA-Hist.: Q38034067 Status: § 2a Stand der BDA-Liste: 2025-06-30 Name: Kath. Pfarrkirche hl. Florian und Friedhof GstNr.: .72, 103/6 Pfarrkirche Oberaspang       |
| ja   | Datei hochladen | Figurenbildstock Maria Immaculata HERIS-ID: 79842 Objekt-ID: 93543                            | gegenüber Marienplatz 3a Standort KG: Aspang       | Die Mariensäule hat die Bezeichnung aus dem Jahr 1719. | BDA-Hist.: Q38172130 Status: § 2a Stand der BDA-Liste: 2025-06-30 Name: Figurenbildstock Maria Immaculata GstNr.: 516/21 Figurenbildstock Maria Immaculata, Aspang |
| ja   | Datei hochladen | Pfarrhof HERIS-ID: 49473 Objekt-ID: 53207                                                     | Pfarrplatz 1 Standort KG: Aspang                   | im Kern 16./17. Jahrhundert, zweigeschoßig mit Schopfwalmdach | BDA-Hist.: Q38034058 Status: § 2a Stand der BDA-Liste: 2025-06-30 Name: Pfarrhof GstNr.: .6/1                                                                      |
| ja   | Datei hochladen | Kath. Pfarrkirche hl. Johannes der Täufer HERIS-ID: 58504 Objekt-ID: 69200                    | bei Pfarrplatz 1 Standort KG: Aspang               | Schon im 9. Jahrhundert gab es hier eine Kirche, die heute als Marienkapelle ein Teil der Pfarrkirche ist. Die heutige Pfarrkirche entstand durch Zubauten im 15. Jahrhundert, weitere größere Umbauten erfolgten um 1650 und 1898. | BDA-Hist.: Q38083722 Status: § 2a Stand der BDA-Liste: 2025-06-30 Name: Kath. Pfarrkirche hl. Johannes der Täufer GstNr.: .8 Pfarrkirche Unteraspang               |
| ja   | Datei hochladen | Magdalenenkapelle, ehemaliger Karner, heute Aufbahrungshalle HERIS-ID: 59517 Objekt-ID: 70862 | in der Nähe von Kirchenplatz 6 Standort KG: Aspang | Sechseckiger Zentralbau aus dem 2. Viertel des 13. Jahrhunderts mit Strebepfeilerchen, Zeltdach und Rundapsis | BDA-Hist.: Q38087561 Status: § 2a Stand der BDA-Liste: 2025-06-30 Name: Magdalenenkapelle, ehemaliger Karner, heute Aufbahrungshalle GstNr.: .8                    |
| ja   | Datei hochladen | Dreifaltigkeitssäule HERIS-ID: 79827 Objekt-ID: 93525                                         | in der Nähe von Pfarrplatz 2 Standort KG: Aspang   | Aufbau mit Statuengruppe Hl. Dreifaltigkeit über toskanischer Säule, am Schaft Statue fürbittende Madonna, Sockel und Postament bezeichnet 1688 und Wappen Carl Freiherr von Pergen | BDA-Hist.: Q38172092 Status: § 2a Stand der BDA-Liste: 2025-06-30 Name: Dreifaltigkeitssäule GstNr.: 519/2 Holy Trinity column, Aspang                             |

## Ehemalige Denkmäler
| Foto |                 | Denkmal                                             | Standort                           | Beschreibung | Metadaten |
| ---- | --------------- | --------------------------------------------------- | ---------------------------------- | --- | --- |
| ja   | Datei hochladen | Hotel „Schwarzer Adler“ HERIS-ID: Kein Wertbis 2010 | Marienplatz 3a Standort KG: Aspang | Der langgestreckte Bau aus dem Jahr 1911 hat einen weit ausschwingenden Balkon mit schmiedeeiserner Brüstung. Im Erdgeschoß ist eine originale hölzerne Wandverkleidung erhalten. Das Gebäude beherbergt heute ein Automobilmuseum. | BDA-Hist.: Q125102547 Status: § 2a Stand der BDA-Liste: 2010-06-24 Name: Hotel „Schwarzer Adler“ GstNr.: 43/1, 43/2 |